# Michel-Louis Vial
Michel-Louis Vial, né le 25 mars 1906 à Lyon et mort le 5 juin 1995, est évêque de Nevers puis évêque de Nantes.

## Biographie
Entré au séminaire après avoir fait des études de chimie, il est ordonné prêtre le 15 juin 1936. Après avoir exercé plusieurs vicariats, il est nommé en 1943 directeur des œuvres, puis vicaire général. En 1959 il est chargé de préparer le lancement des enquêtes de sociologie pastorale dans l'archidiocèse de Lyon.
Président depuis 1964 de la commission épiscopale de l'action charitable et sociale, Vial a été le principal maître d'œuvre des réflexions épiscopales sur la situation économique et sociale, rendues publiques au mois de mars dernier[Quand ?].